# Métabus (Énéide)
Pour le genre d'araignées, voir Metabus.

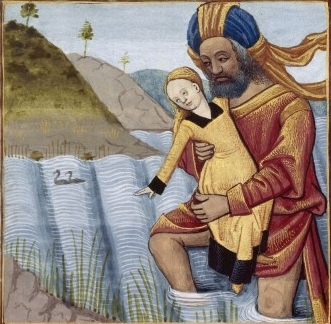
Metabus et Camille, miniature de Robinet Testard tirée d'un manuscrit du De mulieribus claris de Boccace, vers 1488-1496, BNF, Fr.599, f.33r.

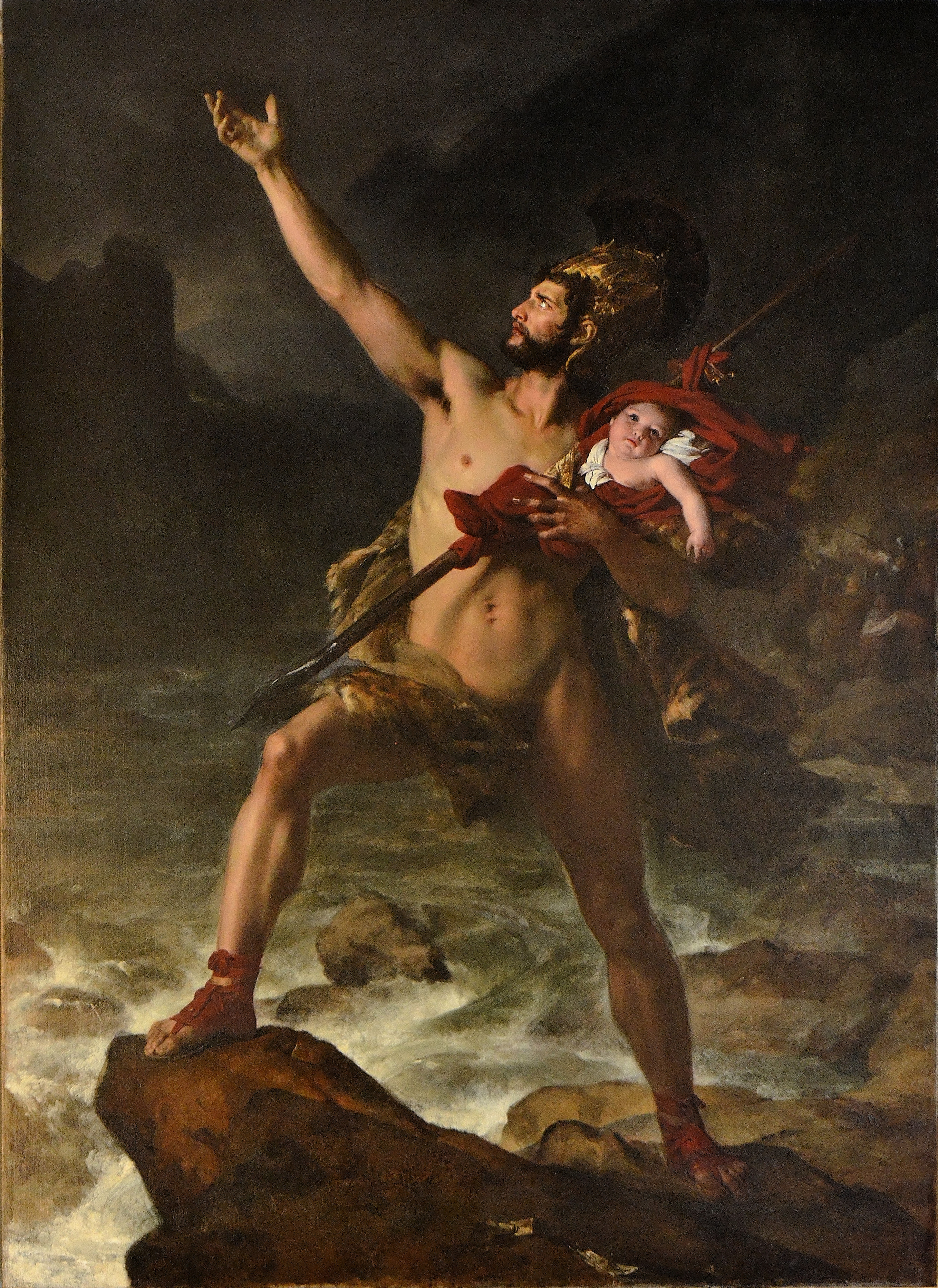
Métabus, roi des Volsques par Léon Cogniet, 1821, musée des Beaux-Arts de Chartres.

Dans la mythologie romaine, Métabus est un roi de la ville volsque de Privernum, père de Camille. Chassé du pouvoir par son peuple, le fleuve Amasène lui bloqua le passage, il attacha sa fille à une lance et fit le serment à Diane qu’elle serait à jamais sa servante, à son service pour la vie si elle survivait à l’embuscade. Le personnage, dont l'histoire est racontée par Virgile, était déjà connu de Caton l'Ancien.
Métabus est aussi le nom de l'un des fondateurs légendaires attribués à Métaponte, ville d'Italie du Sud. Son nom est d'ailleurs lié à celui de la ville indigène qui a précédé la colonie grecque de Métaponte, nom qui serait Métabon selon le témoignage d'Antiochos, cité par Strabon.